# 울산 동구의회
울산 동구의회는 울산광역시 동구 지역을 관할하는 기초의회이다.